# Jane Austen
Jane Austen, angleška pisateljica, * 16. december 1775, Steventon, grofija Hampshire, Anglija, † 18. julij 1817, Winchester, Hampshire, Anglija.
Jane Austen je ena največjih angleških pisateljic. Napisala je šest romanov, od katerih je najbolj znan Prevzetnost in pristranost, znana pa sta tudi Razsodnost in rahločutnost ter Emma. Njeni zajedljivi družbeni komentarji ter mojstrska uporaba dialoga in ironije jo uvrščajo med najbolj vplivne in cenjene romanopisce zgodnjega 19. stoletja.

## Življenje
Jane Austen se je rodila kot ena izmed dveh hčera anglikanskemu župniku Georgu Austenu (1731-1805) in njegovi ženi Cassandri, rojeni Leigh (1739-1827). Njena brata James in Henry sta šla po očetovih stopinjah ter se pridružila duhovščini (slednji šele proti koncu svojega življenja, po uspešni karieri bankirja), medtem ko sta bila Francis in Charles pomorščaka. Imela je še sestro Cassandro, s katero sta si bili celo življenje zelo blizu. Dopisovanje med sestrama daje zgodovinarjem najboljši vpogled v preteklost Jane Austen.  Okorna barvna skica predstavlja edini pristen portret Jane Austen, ki je trenutno na voljo v Narodni galeriji v Londonu.

### Izobrazba
Leta 1783 je gospa Cawley (žena enega Janinih stricev) Jane in Cassandri nudila krajšo izobrazbo pri sebi doma, najprej v Oxfordu in kasneje v Southamptonu, kamor se je preselila. Jane in Cassandra sta se vrnili domov, ko je kužna bolezen izbruhnila v Southamptonu. Med letoma 1785 in 1787 sta obiskovali dekliško šolo Abbey School v Readingu, Berkshire; to je bila celotna šolska izobrazba, ki jo je Jane pridobila. Ta neobičajno napredna stopnja izobrazbe bi lahko prispevala k njenemu zgodnjemu zanimanju za pisanje. Leta 1789 je začela pisati svoj prvi roman. K temu je pripomoglo tudi njeno družinsko okolje: Austenovi so pogosto prirejali igre, ki so za Jane predstavljale priložnost, da predstavi svoje zgodbe. Ob družabnih večerih se je družina s prijatelji pogosto igrala besedne igre in šarade ter pisala impromptú pesmi in uganke. Prav tako so si iz krajevne knjižnice sposojali knjige, ki so vplivale na njeno pisanje. Jane je veliko brala, take resne kot popularne literature, in njen oče je imel obsežno zbirko knjig doma. K ustvarjanju je Jane spodbujal predvsem brat Henry, ki je tudi sam malo pisal.

### Bath, Southampton, Chawton
Življenje Jane Austen je bilo še manj razgibano kot življenje njenih likov. Leta 1801 so se Austenovi preselili v visoki družbi cenjeno okolje zdraviliškega kraja Bath, ki predstavlja prizorišče mnogih njenih romanov. Toda Jane Austen je tako ko njen lik Anne Elliot čutila odpor do Batha, čeprav bi ta odpor lahko izhajal iz nestabilne finančne situacije, ki jo je njena družina utrpela v tem kraju. Leta 1802 je Jane za roko zaprosil premožni, a »velik in čuden« Harris Bigg-Wither, ki je bil 6 let mlajši od nje.  Tak zakon bi jo lahko osvobodil ovir in odvisnosti, ki jih je povzročalo samsko življenje. Mogoče je tako razmišljanje privedlo do tega, da je ponudbo najprej sprejela, a jo drugi dan zavrnila. Bilo je jasno, da ga ni ljubila. 
Po smrti očeta leta 1805 so Jane, njena sestra in mati nekaj časa živeli pri Frankovi družini v Southamptonu, preden so se leta 1809 preselili v Chawton. Bogati brat Edward je imel posestvo s kočico, kjer je svojima sestrama in materi dovolil stanovati. Danes je ta dom muzej, ki predstavlja priljubljeno turistično in romarsko točko. Jane Austen je živela in pisala svoje poznejše romane v Chawtonu.

### Bolezen in smrt
Leta 1816 je začela bolehati. Maja 1817 se je preselila v Winchester, da bi bila bližje svojemu zdravniku. Nekateri mislijo, da je bolehala za Addisonovo boleznijo, ki jo je povzročila tuberkuloza. Takrat je bila bolezen neznana. Drugi, kot na primer ena izmed njenih življenjepiscev, Carol Shields, predpostavljajo, da je umrla zaradi raka dojk. Njeno stanje se je hitro slabšalo in 18. julija 1817 je v svojem 41. letu umrla. Pokopali so jo v stolnici v Winchestru.

## Dela
Njeno najbolj znano delo je Prevzetnost in pristranost, ki je primer njene duhovite kritike navad takratne družbe. Napisala je tudi satiro takratnega priljubljenega gotskega romana o Anne Radcliff, Northanger Abbey, ki je bila objavljena po njeni smrti. Skladno s takratno prakso ženskih avtorjev, je Jane Austen objavljala anonimno, kar je ni uvrstilo med vodilne literarne kroge.
Njeno smešenje takratnih navad, posebno očitno v delu Emma, je večkrat citirano zaradi popolnosti oblike. Sodobni kritiki odkrivajo nove poglede na njene pikre komentarje, ki se nanašajo na težaven položaj imenitnih neporočenih angleških žensk ob izteku 18. stoletja, kar je bila posledica dednih zakonov in običajev, ki so po navadi namenili večino družinskega premoženja najstarejšemu moškemu dediču.
Čeprav je Jane Austen živela v času romantike, ni bila strastna privrženka romantike. Bila je bolj neoklasicistična. V njenih romanih so strastna čustva po navadi nevarna: mlada ženska, ki telovadi dvakrat dnevno bo bolj verjetno našla resnično srečo, kot pa tista, ki brezglavo pobegne z nestanovitnim ljubimcem. Njena umetniška vrednost ima več skupnega z Davidom Hummom in Johnom Lockom, kot pa s sodobniki, kot sta William Wordsworth ali Lord Byron. Nanjo so vplivali Samuel Johnson, William Cowper, Samuel Richardson, Georg Crabb in Fanny Burney.
Čeprav Jane Austen ni bila strasten romantik, tudi ni podpirala gole bresrčne preračunljivosti. Ta v njenih romanih pogosto vodi v katastrofo.

## Kritike
Romani Jane Austen so dosegli le zmeren ugled, ko so bili izdani, čeprav je Walter Scott hvalil njena dela: 
»Ta mlada dama ima izjemen talent za opisovanje vsakodnevnih ljudi in njihovega zapletenega čustvovanja, kar je najbolj čudovito, kar sem kdaj prebral.«
V zadnjem romanu Prepričevanje je več oseb prebralo in pohvalilo Scottova dela, Marianne Dashwood v Razsodnosti in rahločutnosti pa je Scotta prištevala med svoje priljubljene avtorje.
Med njene oboževalce spadajo tudi Macaulay (menil je, da svetu ni drugih del, ki bi se bolj približali popolnosti), Samuel Taylor Coleridge, Robert Southey, Sydney Smith, Edward Fitzgerald in princ Regent, ki ga je Jane Austen celo obiskala v Brightonu. Učenjaki 20. stoletja jo uvrščajo med največje literarne genije angleškega jezika, včasih jo celo primerjajo s Shakespearjem. Lionel Trilling in Edward Said sta napisala razprave o njenih delih. Saidova razprava Kultura in imperializem iz leta 1933 se v največji meri nanaša na Park Mansfield.
Trilling je v svojem eseju na temo Park Mansfield zapisal:
»Jane Austen je bila prva, ki je podrobno predstavila človeka v moderni družbi. Nikoli prej moralno življenje ni bilo prikazano na tak način, nikoli tako kompleksno in težavno in izčrpno. Hegel govori o »sekularizaciji duhovnosti« kot o osnovnemu značaju moderne dobe, Jane Austen je pa prva, ki pove, kaj to sploh je. Je tudi prva romanopiska, ki predstavlja družbo oz.  splošno kulturo kot oblikovalko veljavnih moralnih vrednot. Družba sama določi pomen »iskrenosti« in »vulgarnosti«. To sta pojma, ki jih v prejšnjih časih niso razumeli in ki sta za nas tako samoumevna, da kljubujeta lastni definiciji, ter tako močna, da jima nihče ne more ubežati. Jane Austen je prva, ki se zaveda terorja, ki obvladuje naš moralni položaj, povsod navzočo anonimno sodbo, na katero se vedno odzivamo, potrebo, ki jo čutimo, da pokažemo čistost naše posvetne duhovnosti, katere temačna in negotova mesta so številčnejša in bolj nejasna kot v verski duhovnosti. Zato so naša življenja in način, kako živimo, kar naprej na preizkušnji …« 
Negativni pogledi na pisanje Jane Austen so prav tako pogosti. Očitajo ji, da naj bi bilo njeno pisanje nerazgledano in zgolj povprečno. 
Mark Twain jo je komentiral takole:
»Jane Austen? Ne bi pretiraval, če rečem, da je knjižnica dobra, če nima nobene knjige Jane Austen.  Tudi če ne vsebuje nobene druge knjige.«
Rudyard Kipling se je odzval drugače in je celo napisal kratko zgodbo, imenovano »Janeites«, ki govori o skupini vojakov, ki Austenovo obožujejo,  in pa dve pesmi hvalnici »Angleška Jane«. Z njim je dobila posmrtnega občudovalca.
Literarna moč Jane Austen tiči v orisu likov, še posebej ženskih. Njihove rahločutne poteze se razvijejo iz najbolj naravnih in vsakodnevnih dogodkov v življenju srednjih in višjih slojev, iz katerih je črpala snov za svoje pisanje. Njeni liki, ki niso pravzaprav nič kaj nenavadni, so ustvarjeni s tako čvrstnostjo in natančnostjo in z značilnimi detajli, da skozi razvoj ohranjajo svojo individualnost. Pisateljičin pogled na življenje se zdi radosten, čeprav ne brez prikrite ironije.
Nekaterim sodobnim bralcem se lahko zdi svet, v katerem je človekova glavna skrb pridobiti dober zakon, neosvobajajoč in nespokojen. V njenih časih je bile možnosti omejene, tako so se moški in ženske pogosto poročali zaradi denarja. Ženske pisateljice so imele na izbiro podobno ozek žanr opisovanja romantičnih dogodkov. Del njenega slovesa sloni na tem, kako prepričljivo napiše ljubezensko zgodbo. Napetost v njenih romanih izvira iz ravnotežja med finančnimi in drugimi problemi -  ljubeznijo, prijateljstvom, častjo in samospoštovanjem. Umestno se zdi izpostaviti dejstvo, da so v tistih časih ljubezenski romani bili prebrisane moderne različice srednjeveških viteških ljubezenskih zgodb: spletične, vpletene v pustolovščino, so iskale srečo in si prizadevale za bogastvo. 
Dva muzeja sta posvečena Jane Austen. Center Jane Austen v Bathu je javni muzej, postavljen v georgijanski hiši v ulici Gay, samo nekaj vrat stran od št. 25, kjer je leta 1805 Jane Austen stanovala. Hišni muzej Jane Austen najdemo v kočici v Chawtonu, Hampshire, kjer je Jane živela v letih 1809]] do 1817. 

## Filmske upodobitve
V popularni kulturi so po njenih romanih posneli veliko število filmov in nadaljevank, ki se razlikujejo po zvestobi izvirnikom. Prevzetnost in pristranost je njeno največkrat reproducirano delo, ki obsega kar 6 filmov. Najnovejši je film iz leta 2005, ki jo je režiral Joe Wright in v kateri igrajo Keira Knightley (Elizabeth Bennet), Donald Sutherland (Mr. Bennet), Matthew Macfayden (Mr. Darcy) in Judi Dench (gospa Catherine de Borough), kot tudi bollywoodska priredba Nevesta in pristranost. Obstaja tudi filmska verzija romana iz leta 1940, v kateri igrajo Laurence Olivier kot Mr. Darcy in Greer Garson kot Elizabeth Bennet. BBC je produciral 5 televizijskih serij, najbolj omembe vredna je tista iz leta 1995 z igralcema Colin Firth in Jennifer Ehle. Dnevnik Bridget Jones vsebuje like in zaplet iz tega romana, čeprav je bil ta film posnet po romanu Helen Fielding. 
Nekajkrat se je na televiziji pojavila priredba Emme, prvič leta 1948. Nedavne različice so se predvajale leta 1972 na britanski televiziji, leta 1996 film Emma, z Gwyneth Paltrow v glavni vlogi in Jeremyjem Northamom, in prav tako leta 1996 s Kate Beckinsale na britanski televiziji. Film Clueless (Nimaš pojma) iz leta 1995, v režiji Amy Heckerling ter Alicio Silverstone v glavni vlogi, je moderna priredba Emme, ki se dogaja na kalifornijski srednji šoli. 
Po romanu Razsodnost in rahločutnost so bili posneti štirje filmi, na primer različica iz leta 1995 po priredbi Emme Thompson (ki je dobila oskarja za priredbo scenarija) in v režiji Ang Lee; igrali sta Emma Thompson in Kate Winslet. Roman Prepričevanje je doživel dve priredbi televizijskih serij in pa eno filmsko. Romana Park Mansfield in pa Northanger Abbey sta oba doživela filmske priredbe. Film Jane Austen v Manhattnu iz leta 1980 govori o dveh rivalskih odrskih skupinah, ki obe hočeta uprizoriti edino dokončano igro Jane Austen »Gospod Charles Grandison« (iz Richardsonovega romana z istim naslovom).